# Skaw (Unst)

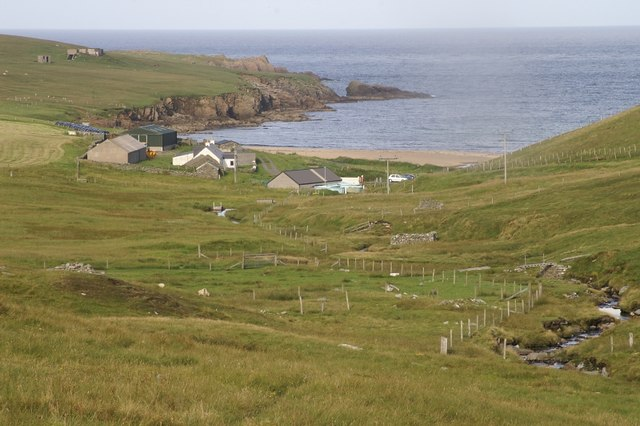
Blick über den Ort

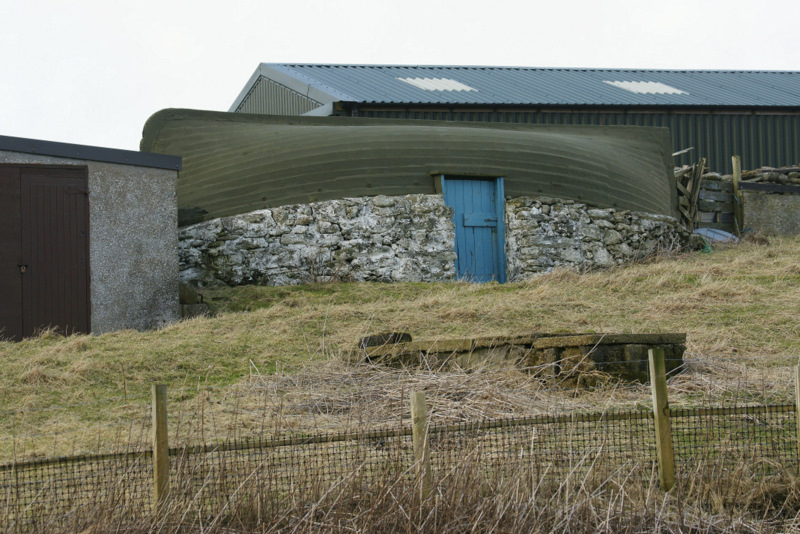
Der denkmalgeschützte Schuppen

Skaw ist eine Ortschaft, die im Nordosten der zu Schottland zählenden Shetlands liegt.

## Geographie
Skaw ist eine lose strukturierte Siedlung von Croftern, die westlich der Meeresbucht Wick of Skaw im Bereich der nordöstlichen Küste der Insel Unst liegt. Es gilt als nördlichste Siedlung der Britischen Inseln. Ihr vorgelagert im Nordosten ist die unbewohnte Insel Holm of Skaw. Nach Norwick sind es zweieinhalb Kilometer in südwestlicher Richtung. 

## Historisches
Im Rahmen der historischen Gliederung Schottlands in Civil Parishes zählt Skaw zu Unst. Im Ort steht ein Schuppen, dessen Dach ein hölzernes Boot bildet. Er ist 1998 als Listed Building der Kategorie C unter Denkmalschutz gestellt worden. Als Scheduled Monument eingestuft wurden die Überreste einer Siedlung der Norweger sowie einer Radarstation, die während des Zweiten Weltkrieges betrieben wurde.